# バビロン・ズー
バビロン・ズー（Babylon Zoo）は、1992年にウルヴァーハンプトンで結成された英国のロック・バンドである。彼らの代表曲「スペースマン」は、1995年後半にイギリスでリーバイス・ジーンズのテレビCMに使用され、かなりの露出を得ることとなった。1996年1月21日にバンドのデビュー・シングルとしてリリースされ、ナンバーワンで全英シングルチャートに入った。「スペースマン」はバンドを一発屋へと導いた。その後のリリースで彼らはほとんど成功しなかった。

## 略歴
フロントマンのジャス・マンは、かつて「The Sandkings」と呼ばれるインディーズ・バンドに所属していた。1993年、3曲入りのデモにより、彼の次のプロジェクトであるバビロン・ズーとしてフォノグラム・レコードと契約を結んだ。
バンドの最初のシングルは、リーバイス・ジーンズのテレビCMに登場した「スペースマン」であった。リーバイスはマンチェスターのラジオ局で「スペースマン」を聞いた後、英国のテレビCMに使用することにした。これは、ビートルズの「キャント・バイ・ミー・ラヴ」以来、英国で最も素早く売れたシングルとなった。シングルは、リリースの最初の週に420,000枚を販売し、ナンバーワンとして5週間を費やした。
ライターのティム・ムーアは、バビロン・ズーにはそれから「失敗と恥ずかしさのみ」が続いたと書いている。『X-レイの瞳を持つ少年』というタイトルのアルバムは、マンのニュー・アトランティス・プロダクションの音楽およびビデオ・センターでプロデュースされた。2月17日に全英アルバムチャートの6位でピークに達したものの、チャートにはさらに2週間しか続かず、トップ40からも急落した。その後のシングルも徐々に低くチャートに載るようになり、「スペースマン」の成功とは一致しなかった。バンドの評判は、一連の痛烈なライブ・レビューによってさらに損なわれていった。
1999年には、『キング・コング・グルーヴァー』というアルバムが続いてリリースされた。アルバムは否定的な評価を受け、英国ではチャートで失敗し、10,000ユニットの販売にとどまった。アルバムからのシングルは「All The Money's Gone」で、イギリスとヨーロッパでリリースされ、全英シングルチャートで46位に達した。モット・ザ・フープルの「ホナルーチ・ブギ」のカバーであるセカンド・シングルは、フランスでのみプロモーション・シングルとしてリリースされた。グループはまもなく解散し、マンはインドに移り、そこで援助機関に身を置き働いた。
批評家のスティーブン・ウェルズは、「スペースマン」のシングルがリーバイスの広告版に似ていたのは「約10秒」だけだったため、多くの消費者を怒らせた、と書いた。ウェルズは、NMEや1997年のコメディ・TVシリーズ『Brass Eye』のエピソードなどメディアにおけるマンの嘲笑に注目し、自己拡大的なインタビューを通じてマンがさらに怒りを呼んでいたことを報告している。
2005年、ジャス・マンは、『Cold Clockwork Doll』と呼ばれる新しいバビロン・ズーのアルバムをリリースすることを発表したが、公式のリリース日は発表されておらず、その後のアップデートもない。

## ディスコグラフィ

### アルバム
- 『X-レイの瞳を持つ少年』 - The Boy with the X-Ray Eyes (1996年)
- 『キング・コング・グルーヴァー』 - King Kong Groover (1999年)
- I Am Om (2020年)

### シングル
- "Spaceman" (1995年)
- "Animal Army" (1996年)
- "The Boy with the X-Ray Eyes" (1996年)
- "All the Money's Gone" (1999年)
- "Honaloochie Boogie" (1999年)
- "Love Lies Bleeding" (2000年)